# Jozef Kabaň
Jozef Kabaň (* 4. ledna 1973, Námestovo) je slovenský automobilový designér. Byl vedoucím designérem modelů Volkswagen Lupo, SEAT Arosa, Bugatti Veyron. Jako šéfdesignér značky Škoda Auto se podílel na modelech Škoda Rapid, Škoda Octavia, Škoda Fabia třetí generace, Škoda Superb a Škoda Kodiaq, posléze působil v koncernu BMW a v její značce Rolls-Royce.

## Život a kariéra
Po čtyřletém studiu designu na střední umělecké škole v Kremnici (prof. Cyril Koreň) pokračoval v roce 1991 ve studiu produktového a průmyslového designu na Vysoké škole výtvarných umění v Bratislavě. Už v prvním ročníku studia na VŠVU se zúčastnil designérské soutěže pro automobilku Škoda, vyhlášenou jejím mateřským koncernem Volkswagen. Umístil se na druhém místě a díky ní mohl už jako dvacetiletý nastoupit do Volkswagenu, nejprve jako stipendista, později jako designér automobilových exteriérů. Vysokoškolské vzdělání tehdy nedokončil.
Po třech a půl letech práce ve Volkswagenu požádal o možnost studovat na londýnské škole Royal College of Art, která je považována za jednu z nejlepších vzdělávacích institucí v oblasti designu. Navzdory tomu, že neměl ukončeno bakalářské studium, mohl studovat na magisterském studiu - škola mu udělila výjimku, protože v té době měl už dostatek dosažených výsledků ze svého působení ve Volkswagenu (celkem dvě auta ve výrobě). Školu ukončil v roce 1997 s titulem Master of Arts v oboru designu vozidel. V té době byl jediným slovenským absolventem této školy.
V roce 1999 začal pracovat na modelu Bugatti Veyron; navrhl design celého exteriéru s výjimkou kol, které navrhl zbytek týmu. V roce 2003 přešel z Volkswagenu ke koncernové značce Audi, kde se po třech letech stal vedoucím tamějšího Centra pro design exteriéru. Od února 2008 zastával funkci vedoucího oddělení designu značky Škoda Auto. Kromě modelů Kodiaq, Superb nebo čtyřoké Octavie je autorem designu miniaut Volkswagen Lupo a Seat Arosa.
Na počátku roku 2017 pozici v koncernu Volkswagen opustil a přešel do automobilky BMW, kde nahradil Karima Habiba. Na jaře 2019 se stal vedoucím designérem tradiční britské značky Rolls-Royce (součást koncernu BMW) v anglickém Goodwoodu a nahradil Gilese Taylora. V říjnu 2019 však oznámil svůj konec u značky Rolls-Royce; na pozici jejího šéfdesignéra tak působil pouhých pár měsíců. Od ledna 2020 se vrátil ke koncernu Volkswagen, kde nastoupil v pozice šéfa designu vozů Volkswagen nahradil Klause Bischoffa. Od února 2023 tento post na základě rozhodnutí nového šéfa VW Thomase Schäfera opouští a nahradí jej Andreas Mindt (dosud u Bentley).